# The Fens
The Fens nebo Fenlands (v překladu „mokřiny, slatiny“) je krajinná oblast na východě Anglie okolo zálivu Wash, na částech území hrabství Lincolnshire, Cambridgeshire a Norfolk.
Jde o plochou pobřežní zónu, původně bažinatou a pravidelně zaplavovanou, která byla uměle vysušena pomocí kanálů, hrází a čerpadel. To na mnoha místech vedlo k poklesu terénu pod úroveň moře, jinak řečeno ke vzniku antropogenně podmíněných proláklin. Přínosem však byl zisk velmi úrodné půdy, v Británii dosti vzácné. Asi polovina plochy nejúrodnějších půd Anglie se nachází právě zde.
Území je odvodňováno řekami Great Ouse, Nene, Welland a Witham.
Oblast pokrývá plochu téměř 4 000 km² a je poměrně řídce zalidněná, velká města (Peterborough, Cambridge, Lincoln) se nacházejí jen na okrajích. Největší město přímo ve Fenlands je Boston. Pro velké množství klášterů a katedrál (např. Ely) se oblasti také přezdívalo „Svatá země Angličanů“ (Holy Land of the English).

## Galerie

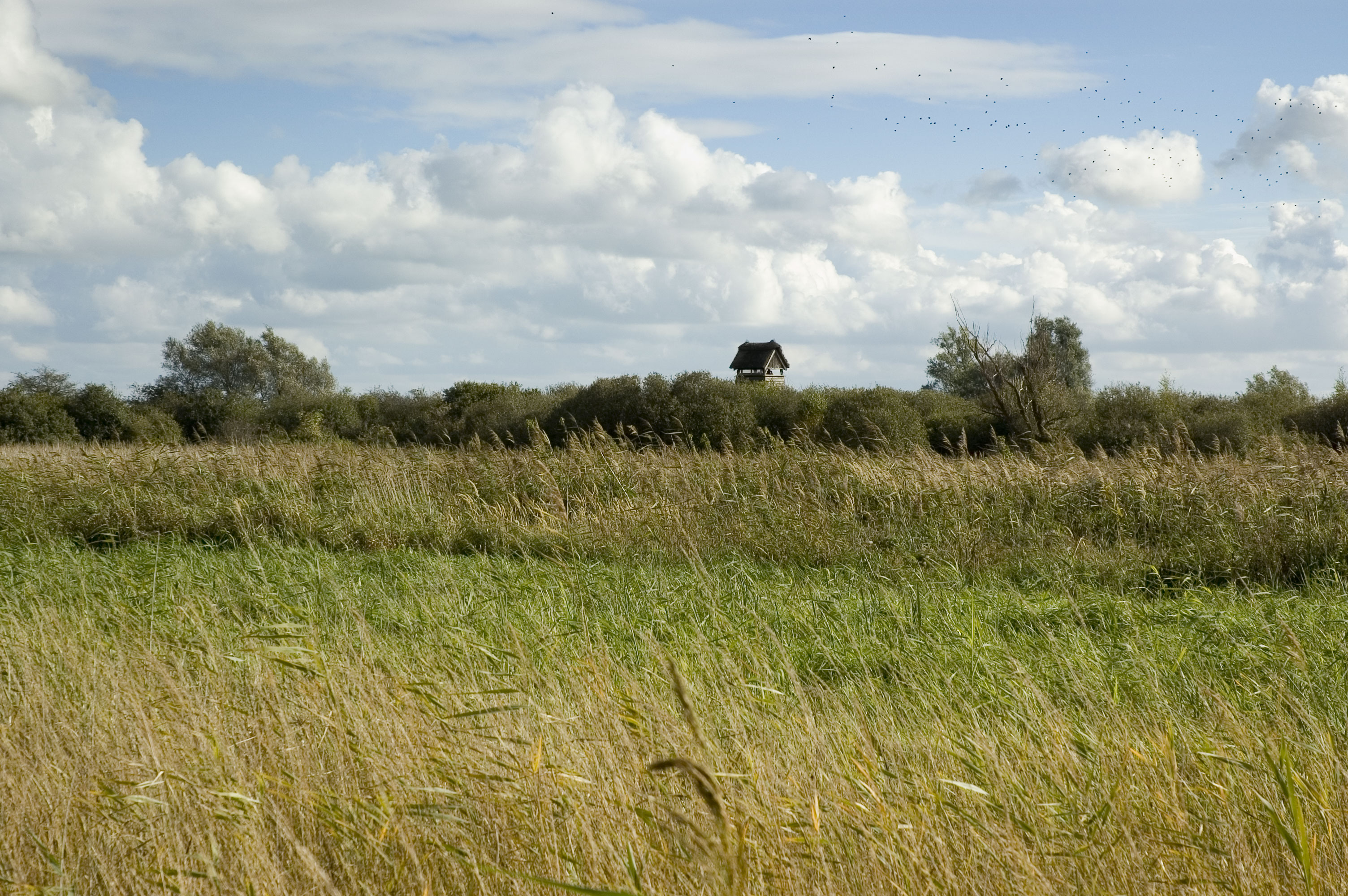
Wicken Fen
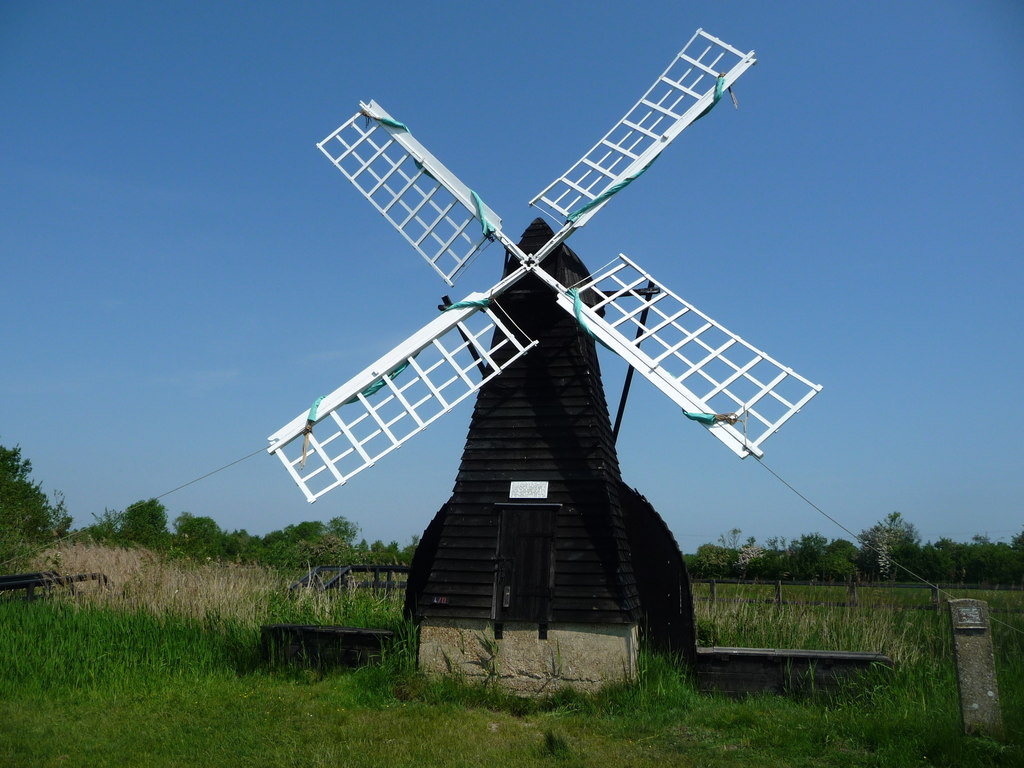
Větrné čerpadlo na Wicken Fen
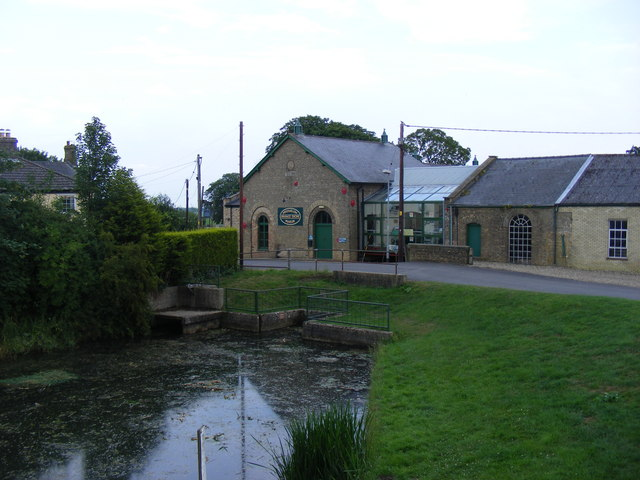
Muzeum odvodňování Fens v Prickwillow u Ely
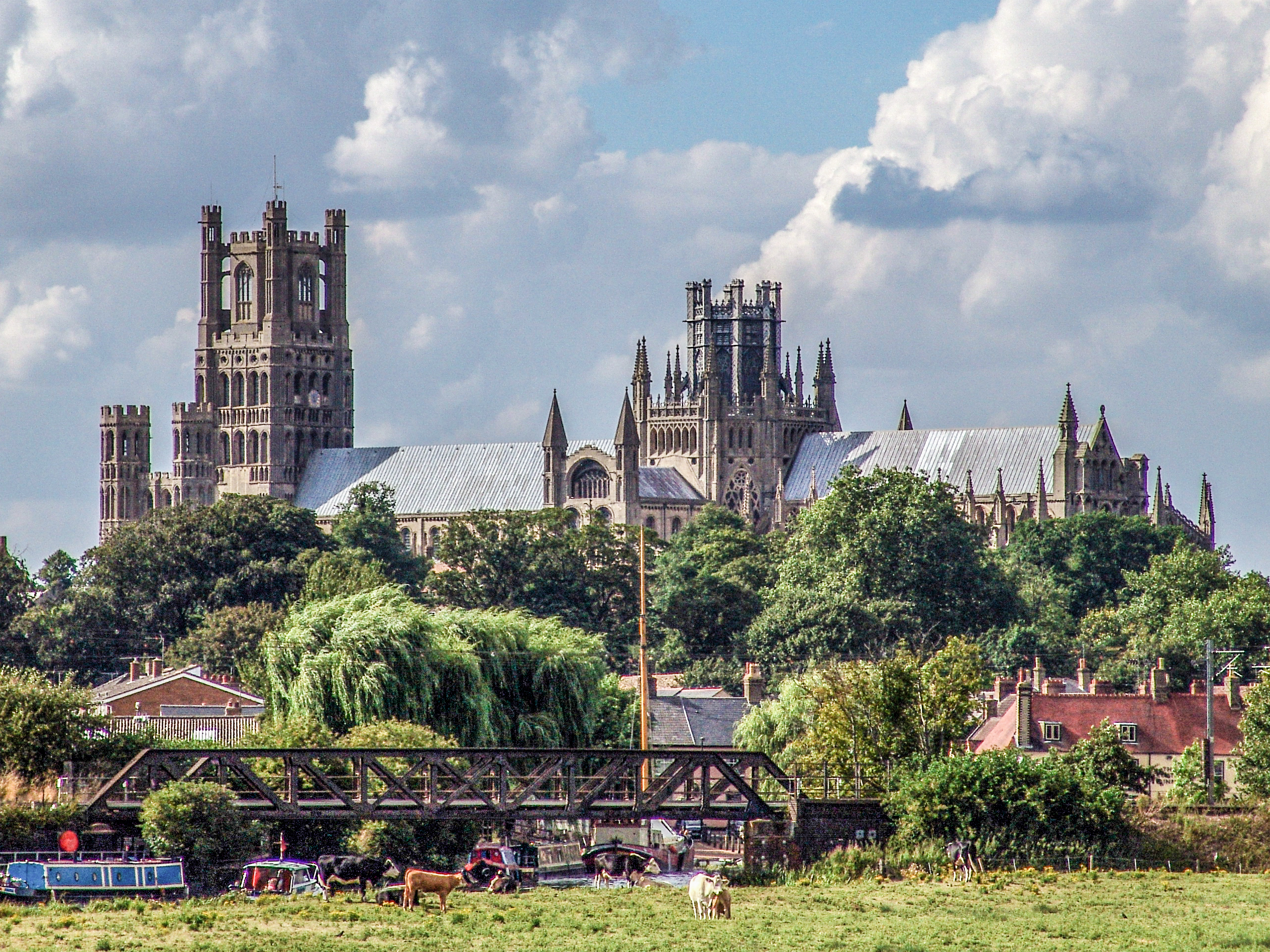
Elyská katedrála vystavěná na vyvýšenině ve Fens
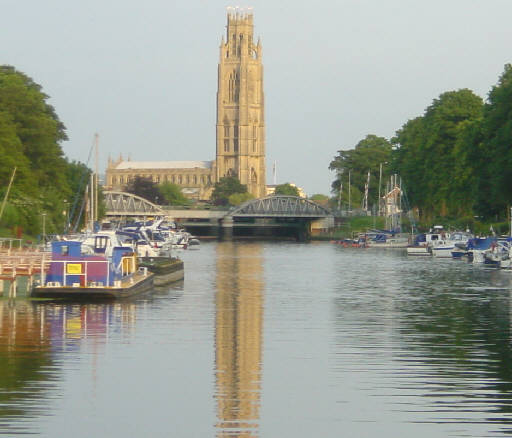
Věž kostela a řeka Witham v Bostonu
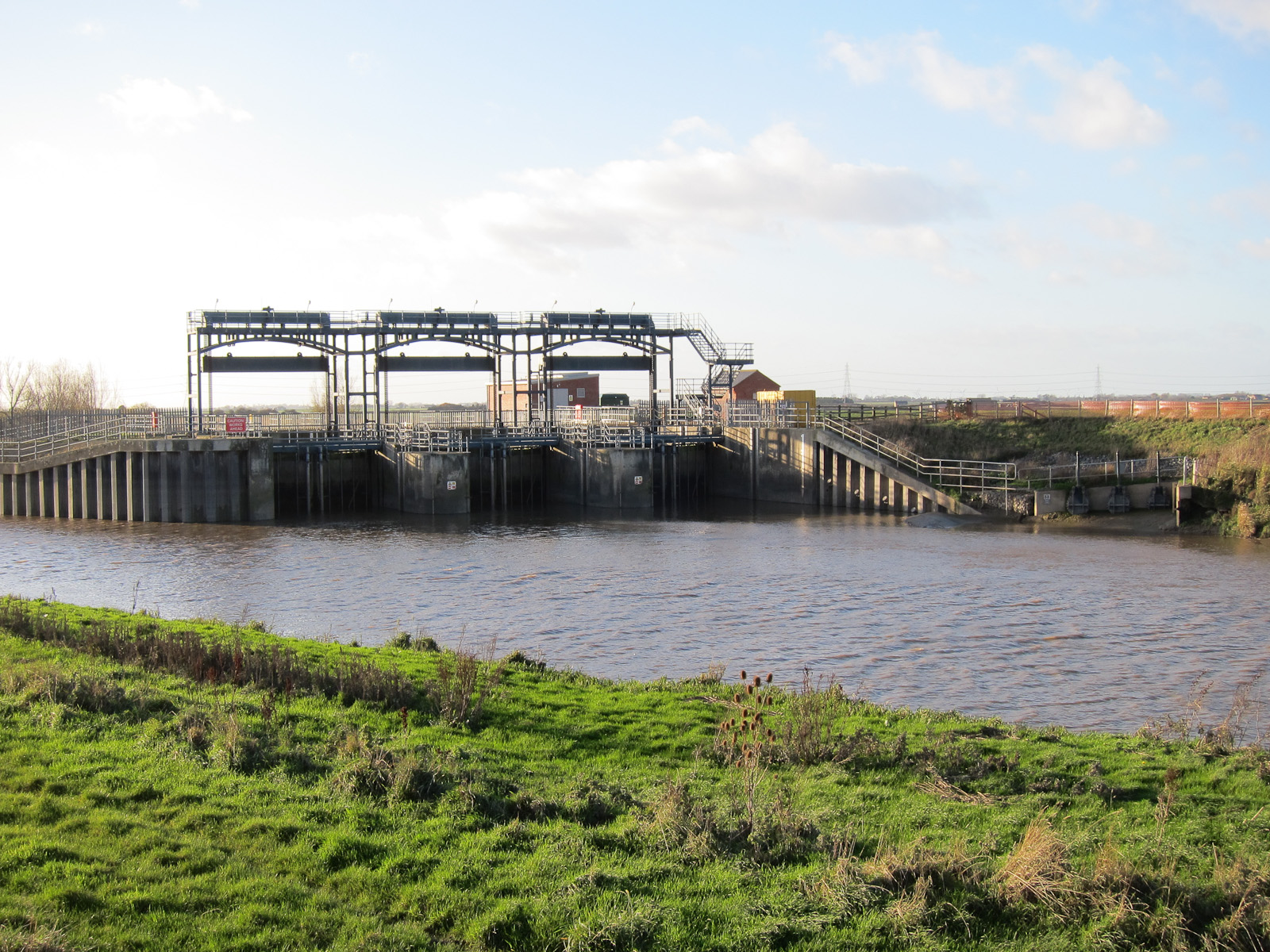
Stavidlo mezi kanály Delph a New Bedford River (oblast Great Level)